# Reial Audiència de València (borbònica)
La Reial Audiència de València sota la monarquia absoluta borbònica va ser una institució governativa i judicial creada per Felip V d'Espanya, la jurisdicció de la qual abastava el territori de l'antic Regne de València. Va ser creada per un decret promulgat en 1716, poc després de la victòria borbònica en la Guerra de Successió Espanyola, i venia a substituir la Cancelleria de València instituïda per Felip V d'Espanya nou anys abans en el Decret de Nova Planta, que al seu torn havia suplantat la històrica Reial Audiència de València, creada en 1506 pel rei Ferran II el Catòlic, i que havia estat suprimida per aquest decret. La nova Audiència de València borbònica era presidida pel capità general de València, màxima autoritat civil i militar de la província, que quan tractava conjuntament amb el capità general assumptes de govern —no judicials— constituïa el Real Acuerdo, l'organisme col·legiat que representava el sobirà.

## Història
El Decret de Nova Planta va establir la creació a València d'una Cancelleria, que havia d'ocupar-se del govern del regne —servint així de contrapès a la màxima autoritat civil i militar representada pel capità general— i ser al mateix temps el més alt tribunal de justícia de l'antic Regne de València. Aquesta Cancelleria inicial estava integrada per 8 oïdors o jutges civils, 4 alcaldes del crim o jutges de la sala del criminal i 2 fiscals (un de civil i un altre criminal). D'ells només sis havien estat magistrats de l'extingida Reial Audiència de València.
Però de seguida es va plantejar un conflicte de competències entre el capità general i la Cancelleria, «derivat, en molts casos, de la diferent concepció del model institucional que es volia per a València... Mentre que el Capità General considerava com a prioritari el manteniment de l'ordre públic mitjançant mètodes coercitius aplicats per militars, la Cancelleria propugnava un major protagonisme dels lletrats en l'administració valenciana que, al seu criteri, havia d'anar progressivament abandonant el to excessivament militarista que posseïa i adquirir continguts més civilistes». El conflicte el va resoldre Felip V al juliol de 1716 en aplicar a València la mateixa estructura que acabava d'aprovar en el Decret de Nova Planta de Catalunya: rebaixar la Cancelleria a Audiència i posar-la sota la presidència del capità general, «amb la qual cosa la subordinació del màxim tribunal es reconeixia orgànicament, igual que succeïa als restants territoris de l'antiga corona aragonesa». Així, quan l'Audiència presidida pel virrei tractava assumptes de govern, constituïa el Real Acuerdo, que era, per tant, «el nucli de poder en la València borbònica, en el qual l'autoritat militar tenia preponderància sobre l'autoritat civil en l'organisme col·legiat que representava el sobirà», per la qual cosa el capità general havia d'exercir teòricament el govern conjuntament i d'acord amb l'Audiència, de la qual era president.
Així, la funció de la nova Reial Audiència borbònica de València era doble, car havia d'atendre el govern de la "província" —formant llavors el Real Acuerdo juntament amb el capità general, que la presidia— i impartir justícia com el seu més alt tribunal —sense la participació del capità general—, sent en aquest cas el regent el seu primer magistrat. Les relacions entre el virrei i els membres de l'Audiència no van ser fàcils i les friccions eren freqüents.
L'Audiència va tenir els mateixos integrants que la Cancelleria: oïdors o jutges civils, alcaldes del crim o jutges de la sala del criminal, i els dos fiscals. Comptava amb una nombrosa burocràcia (escrivans de cambra, relators, etc.) entre els quals destacaven l'agutzil major i el tinent de canceller major. La monarquia borbònica es va assegurar que en la nova Audiència hi hagués sempre una majoria de magistrats castellans i que el càrrec més important, el de regent, fora sempre ocupat per un castellà, i així «de l'Audiència van quedar exclosos els més famosos juristes valencians, com Gregori Maians o Josep Berní i Català». Aquest predomini castellà també s'explica pel fet que la Nova Planta a València, a diferència del succeït a Aragó (des de 1711), Catalunya i Mallorca, va derogar també el dret civil valencià, que va ser substituït pel castellà.